# 河東記
『河東記（かとうき）』は中唐の薛漁思に依る伝奇集。集題の「河東」は河東地方（現中華人民共和国山西省の西部一帯）に由来すると推定されるが、河東に纏わる話のみを集めている訳では無く、撰者である薛の故地乃至撰述の地を集名に採ったものと思われる。
南宋晁公武（ちょうこうぶ）に拠れば全3巻で序文に牛僧孺の『玄怪録』を継ぐものとして編まれたと記されていたらしい。洪邁の『夷堅志』支癸序（夷堅支志癸集序）にその『玄怪録』や李復言『続玄怪録』、陳翰『異聞集』、温庭筠『乾𦠆子』、段成式『酉陽雑俎』、張読（ちょうどく）『宣室志（せんしつし）』等と並んで挙げられており南宋期には唐代伝奇集の代表と目されていた事が判るが、それ以前の新旧両『唐書』の経籍志や芸文志、北宋の書目類には見えない事から成立後暫くは評判や反響の余り無かった書であったと想像される。また、その成立年代は、現存則中で最も時代が降るのが文宗の太和8年（834年）の年紀で、特に「韋斉休（）」では同年に亡くなった韋斉休の死後の奇事を述べ、結びで「今に及ぶも未だ已（や）まず（及今未已）」とあるので、この「今」を太和8年から2、3年後と仮定すると開成の初年頃（元年は836年）という事になり、同じく『玄怪録』を継ぐものとして編まれたという『続玄怪録』と同時期乃至は若干先行して編まれたものと考えられる。
本集は陸游の『老学庵筆記（ろうがくあんひっき）』巻10にその名が見えるので宋末期迄伝わっていた事が判るが、元代に入ってから散逸したようで、『太平広記』に引く34則が遺り、また、朱勝非（しゅしょうひ）（カ？）『紺珠集（こんじゅしゅう）』や陶宗儀（）、『説郛（）』等にも若干則が節録された他、集中の「板橋三娘子（）」は作者不詳『板橋記』と題して独立刊行されたり『古今説海（）』や『唐人説薈（）』といった明、清代の叢書に収録されており、清末の光緒13年（1887年）に至って胡鼎に依る本集の輯佚再編本も刊行された。
現存する遺則は、最短篇の「踏歌鬼」が60字に過ぎないのに対して最長篇の「崔紹」は約2,800字と大きく幅を有つものの多くは400字から800字前後の篇となっており、全3巻という分量から推すと全体の三分の二以上は遺されたと考えてよく、これらに拠ってその全体像はかなりな程度判じ得るが、現存則に拠る限りでは、上記晁が譎怪な話を集めたものと端的に総括した如く、神仙や鬼神の話が半数以上を占め、残りも夢や応報、再生、道術、幻術等の内容となっている。物語性に富んだ話がある一方で先行する『玄怪録』その他の翻案と覚しいものが見られるので創造性に欠けるとの評言も行われるものの「板橋三娘子」のようにインドやペルシアといった西域起源の説話を中国風に翻案した作品を収める点に特徴があり、唐代における西域との交易と、その過程で齎されたであろう説話の変容と定着の様相を窺わせて貴重である。
本集における文体は模範にしたという『玄怪録』に比してやや冗長で繊弱であるという欠点が挙げられるものの、繁多な記述には盛美な文章を以てし、単純な事柄には簡略な語を選ぶといった工夫が認められ、長篇は登場人物の心情を緻密な筆致で迫真的に描き、三分の一を占める短篇も志怪小説の古態を彷彿させつつ情味を加えて優れた伝奇体の小品に仕立てていると評されている。
なお、同題の異書も存在したようで、北宋の楽史（がくし）に依る『太平寰宇記（たいへいかんうき）』が引く『河東記』は、地理書と推測されるその性格から見て本集とは別であったと考えられる。